# Lorenz Büffel
Pour les articles homonymes, voir Büffel.
Lorenz Büffel, né Stefan Scheichel le 21 mai 1979 à Krems an der Donau,  est un chanteur allemand d'origine autrichienne. Il est notamment célèbre en Allemagne, en Alsace , en Moselle ainsi qu'en Brière pour sa chanson Johnny Däpp.

## Biographie
Stefan Scheichel a suivi des cours à l'Académie de Comédie à Cologne, à Bernd Stelter.
Dans les années 2000, il a travaillé comme animateur à la radio, et en tant qu'animateur dans des clubs de vacances comme un entraîneur.
En 2006, il a déménagé à Hambourg et a commencé une nouvelle carrière en tant que comédien avec l'assistance d'une comédienne allemande Olivia Jones.
À partir de là, il se fait appeler par son nom de scène Lorenz Büffel.
C'est à Majorque qu'il se fait connaître. En août 2009, il est sérieusement blessé et volé après un concert.
Il est devenu célèbre grâce à divers chansons humoristiques, telles que Ich will Sex mit dir Carmen (Je veux faire du sexe avec toi Carmen) avec Ikke Hüftgold, Die Krüge hoch! (en 2012) et Computerliebe (en 2013) avec Sven Florijan.
Lorenz Büffel vit et travaille à Hambourg. Il est en couple avec l'actrice Caroline Noeding.

## Johnny Däpp
C'est cependant avec son plus grand succès musical Johnny Däpp en 2016 qu'il a pu devenir célèbre outre-Rhin, en Alsace.
À l'été 2016, il attire l'attention à Majorque, et lors des cérémonies allemandes de carnaval, sa chanson est reprise et atteint pour la première fois depuis 2009, les charts allemands.
Les chorégraphies sur cette chansons sont telles qu'avant le refrain, toute la foule s'accroupit parterre, puis lorsque Lorenz Büffel entonne Johnny Däpp tout le monde se lève et chante.
Cette chanson a été détournée par les supporters du Racing Club de Strasbourg Alsace en 2017, puisqu'ils en ont fait un chant de stade pour animer leurs tribunes.

## Discographie

### Singles
- 2009 : Ich mach so gern die Anna Nass
- 2009 : Schifoan
- 2010 : Footballs Coming Home
- 2010 : Der Tanz Vom Anderen Stern
- 2010 : Aram Zam Zam
- 2011 : Lass Uns Schmutzig Liebe Machen
- 2011 : Trimm Dich Und Halte Dich Fit
- 2012 : Ich will Sex mit dir Carmen - Lorenz Büffel & Ikke Hüftgold
- 2012 : Die Krüge hoch!
- 2015 : Computerliebe (Auf St. Pauli…) - Lorenz Büffel & Sven Florijan
- 2015 : Bring Mutti mit - Lorenz Büffel & Nona Olivia Jones
- 2015 : Bring Düse mit
- 2015 : Kleiner Klopfer
- 2016 : Schnaxeln
- 2016 : Schnaxeln (Das Duett) - Lorenz Büffel & Mia Julia
- 2016 : Johnny Däpp
- 2017 : Abriss Charlie (Gib Dir)

### Invité
- 2009 : Hoppelhase Hans - Volker Rosin feat. Lorenz Büffel